# Fútbol en Serbia
El fútbol es el deporte más popular en Serbia, al igual que lo era en la extinta Yugoslavia. La Asociación de Fútbol de Serbia (FSS), fundada en 1919, es el máximo organismo del fútbol profesional serbio y es responsable de supervisar todos los aspectos del juego de fútbol en el país, tanto a nivel profesional como aficionado. La FSS organiza la SuperLiga —la primera y máxima competición de liga del país— y la Copa de Serbia, y gestiona la selección nacional masculina, femenina y juvenil.
A finales del siglo XIX y comienzos del XX se desarrolló el fútbol en el Reino de Serbia y desde entonces han surgido muchos jugadores de y entrenadores de fútbol de gran éxito en Serbia. Dos de los mejores clubes de fútbol de Serbia son el Estrella Roja y el Partizán, ambos de la capital Belgrado. El Estrella Roja ganó la Copa de Europa en la temporada 1990-1991 y la Copa Intercontinental del mismo año, mientras que el Partizán fue subcampeón de Europa en 1966. Los dos son los clubes más exitosos y populares del país y protagonizan el Derbi Eterno de Belgrado.

## Competiciones oficiales entre clubes
- SuperLiga Serbia: es la primera división del fútbol serbio. Fue fundada en 2006 en su formato más reciente después de la desintegración de Yugoslavia, pero la Primera Liga de Yugoslavia se disputó desde 1923 hasta 1992. La SuperLiga está compuesta por 16 equipos.
- Prva Liga Srbija: es la segunda división en el sistema de ligas serbio. Está compuesta por 18 clubes, de los cuales dos ascienden a la SuperLiga.
- Srpska Liga: es la tercera división en el sistema de ligas de Serbia y se compone de 64 clubes divididos en cuatro grupos, con 16 equipos en cada una.
- Zonske lige: es la cuarta división del fútbol serbio y está dividida en ocho grupos territoriales.
- Copa de Serbia: es la copa nacional del fútbol serbio, organizada por la Asociación de Fútbol de Serbia y cuyo campeón tiene acceso a disputar la UEFA Europa League o la UEFA Europa Conference League.

## Selecciones de fútbol de Serbia

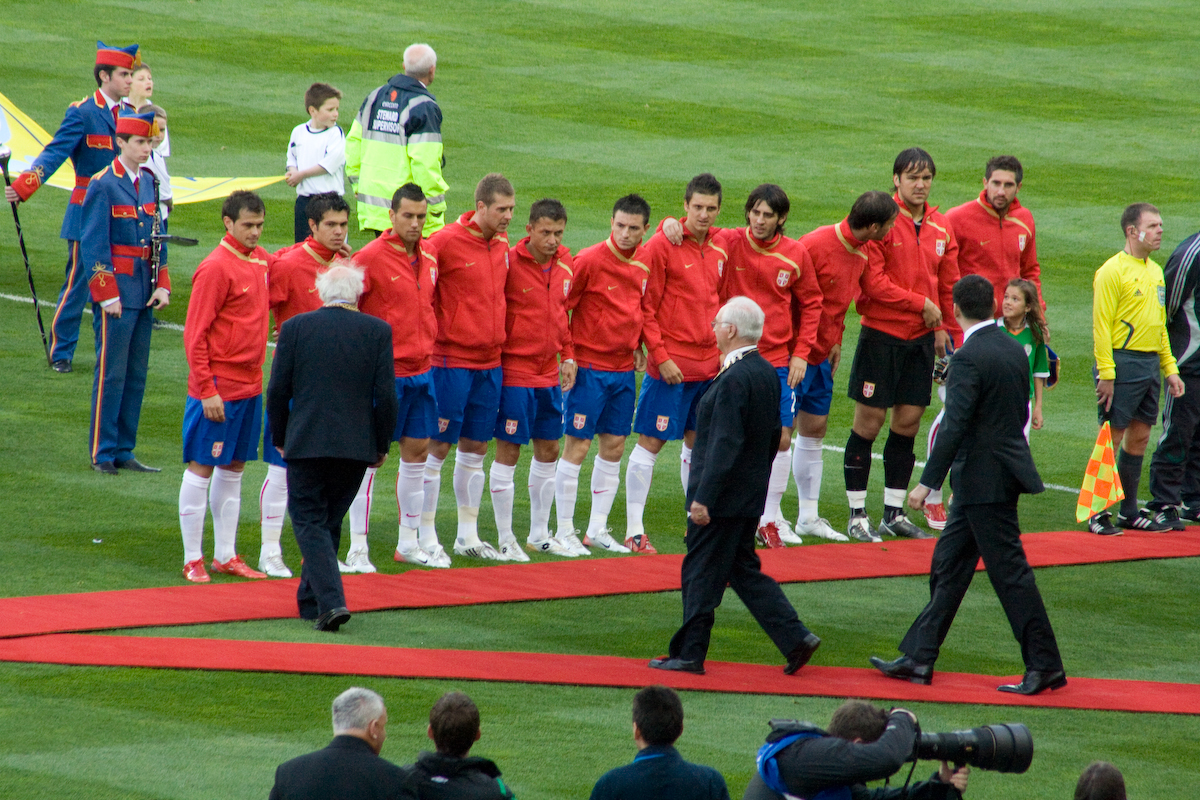
La selección de Serbia antes de un partido en Dublín ante Irlanda en 2008.

### Selección absoluta de Serbia
La selección de Serbia, en sus distintas categorías está controlada por la Asociación de Fútbol de Serbia.
La actual selección de Serbia disputó su primer partido oficial el 16 de agosto de 2006 en Uherské Hradiště y se enfrentó a República Checa, partido que se resolvió con 1-3 para los serbios.
Tanto la FIFA como la UEFA considera a Serbia como el heredero directo de la selección de Yugoslavia, por lo tanto Serbia ha disputado once Copas del Mundo de la FIFA y cinco Eurocopas. El mejor resultado del combinado serbio en una Copa Mundial fue el cuarto lugar obtenido en la Copa Mundial de la FIFA de 1930 y 1962. Por su parte, su mejor actuación en una Eurocopa fue los subcampeonatos que logró en 1960 y 1968 de manera consecutiva.

### Selección femenina de Serbia
La selección serbia fue creada el 28 de junio de 2006. Anteriormente fue conocida como el equipo nacional de fútbol femenino de Yugoslavia del 15 de enero de 1992 hasta el 4 de febrero de 2003, y luego como equipo nacional de fútbol de Serbia y Montenegro, hasta el 3 de junio de 2006, cuando Serbia declaró su independencia como Estado sucesor de la unión de los Estados de Serbia y Montenegro. Su nombre se cambió oficialmente a equipo nacional de fútbol femenino de Serbia el 28 de junio de 2006, mientras que las mujeres del equipo de fútbol de Montenegro fue creado para representar el nuevo Estado de Montenegro. Al igual que en la selección masculina, tanto la FIFA como la UEFA considera a Serbia el heredero directo de la selección de Serbia y Montenegro.
Hasta el momento el combinado femenino serbio aún no ha participado en una fase final de la Copa del Mundo o de Eurocopa.